# دان بيرسون
دان بيرسون (بالإنجليزية: Dan Pearson)‏ هو كاتب بريطاني، ولد في 9 أبريل 1964 في هامبشير في المملكة المتحدة.

## وصلات خارجية
- الموقع الرسمي